# Concilio de Carrión
El Concilio de Carrión fue una reunión del clero y otros dignatarios laicos que se celebró en la localidad de Carrión de los Condes (en la actualidad, provincia de Palencia).
En 1123 el papa Calixto II equiparó las guerras contra los musulmanes en la península con las cruzadas en Tierra Santa, exhortando a los hombres de iglesia a que predicasen estas ideas. A su muerte, su sucesor Honorio II envió al cardenal Humberto como legado a latere, para corregir algunas cuestiones.
El arzobispo de Santiago, Gelmirez, convocó para ello el Concilio de Carrión que empezó en febrero de 1130 y fue presidido por el legado pontificio, el arzobispo de Santiago, el metropolitano de Tarragona Olegario y el rey Alfonso VII. El legado se dedicó a fortalecer la autoridad del rey, mientras que Gelmirez maniobró para aumentar su poder, pues se depuso a los obispos de León, de Salamanca, de Oviedo y al abad de Samos, que se habían mostrado opuestos al matrimonio del rey con Berenguela, siendo sustituidos el de León y el de Salamanca por canónigos de Santiago,) con el pretexto de asegurar esas sedes para el monarca.